# Рольова гра живої дії

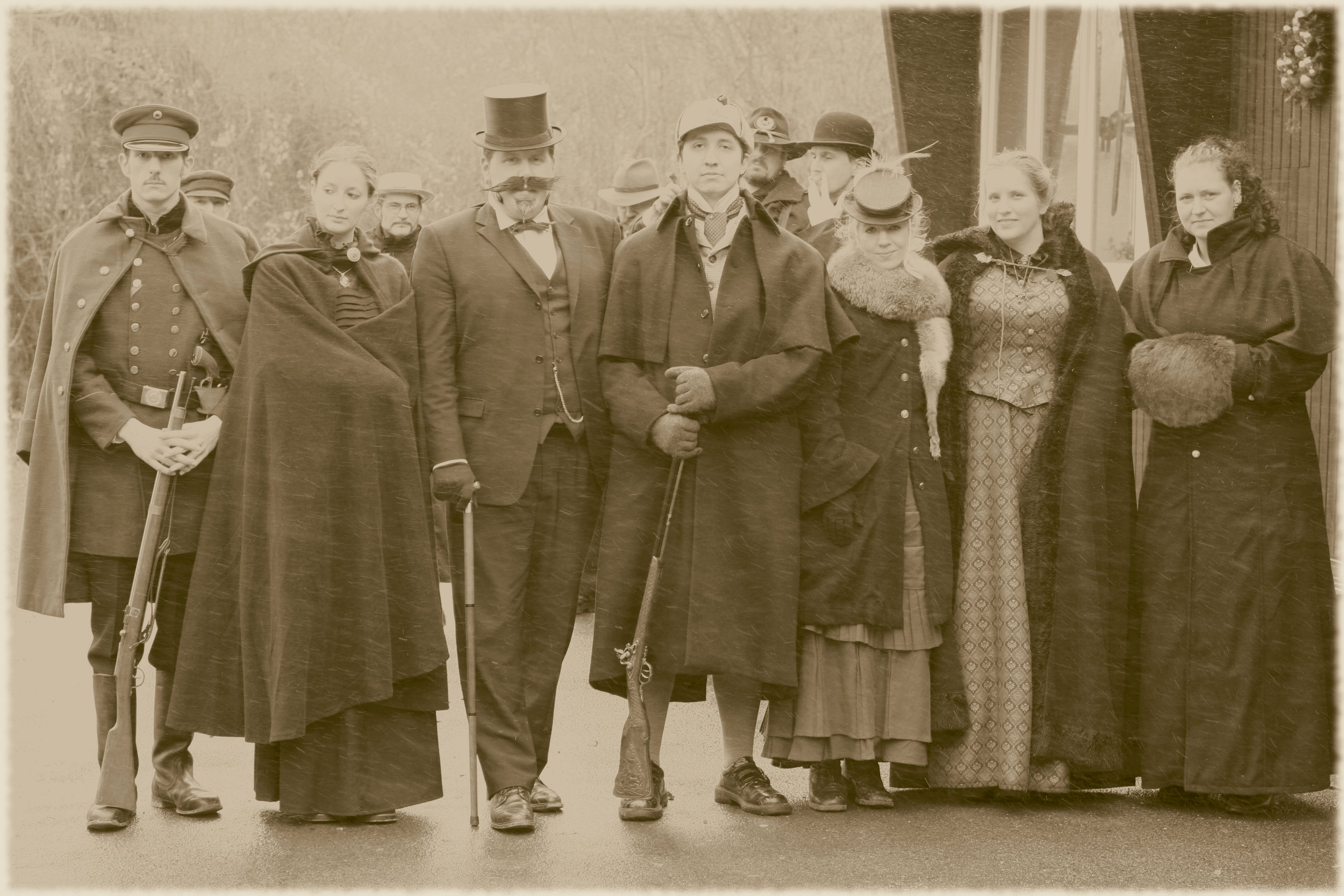
Учасники в образі людей вікторіанської епохи.

Рольова гра живої дії (від англ. Live action role-playing game, LARP) — різновид рольової гри, яка характеризується безпосереднім відіграшем дій персонажа. Вельми схожа з театральною дією, але відрізняється тим, що гравці діють не за заздалегідь написаним сценарієм, а згідно до мотивації свого персонажа і особистим бажанням. На відміну від словесних або настільних рольових ігор, як правило, вимагає антуражу — костюма і спорядження персонажа, моделювання побуту і споруд, навколишньої дійсності.

## Особливості
Як і будь-яка рольова гра, гра живої дії будується на тому, що майстри хочуть поставити якусь ситуацію (і подивитися на результати), а гравці, які зголосились на цю гру, хочуть взяти участь в цій ситуації в ролі одного з персонажів. Але, на відміну від настільної рольової гри або комп'ютерної гри, гра живої дії використовує значно менше умовностей і більше наближена до реального життя. Всі дії, що проробляються гравцями, сприймаються як дії їхніх персонажів. В ідеалі, ситуацій «поза грою» бути не повинно, але зазвичай це недосяжно через різні обставини:
- необхідності дій, які не можна відіграти «як є», які вимагають введення правил, наприклад, застосування магії;
- можливих невідкладних життєвих обставин, які можуть виникнути в процесі гри;
- неігрового спілкування між гравцями, в тому числі під час нічних посиденьок біля вогнища;
- формальне дотримання правил, але поза межами логіки ігрового світу, як приклад — манчкінізм та інші явища, що заважають ходу гри.

Правила гри визначаються майстром (або майстерською групою), який ставить цю гру. Зазвичай чітко визначаються правила насильницького фізичного впливу на персонажів (бойові правила), правила поведінки гравця в разі смерті його персонажа (іноді називаються «правила мертвятника»), правила впливів здібностями персонажа, якими не володіє сам гравець (наприклад, магія або псіонік), а також правила взаємодії гравця з модельованими структурами (економіка, віртуальні загони і т. д.).
Персонаж або роль гравця зазвичай обумовлюються заздалегідь з майстрами. Найчастіше майстри пропонують вже написані ролі (також називаються «завантаж», «вступна», легенда), але цілком схвалюють творчу активність гравця по модифікації вступної чи створення своєї (вступна, повністю створена гравцем, називається «особиста легенда» або «Квента»). У будь-якому випадку критично, щоб майстерська група мала у своєму розпорядженні інформацію про всі вступні, щоб мати можливість вбудувати якомога більше персонажів в ігрову дійсність.
Вступна для персонажа схематично може бути розбита на наступні пункти:
- Ім'я персонажа і приналежність його групі гравців / персонажів
- Цілі і завдання персонажа.
- Особливості психології персонажа, його особливі прикмети, расова приналежність.
- Соціальний статус персонажа, вимоги до його ігрового костюму та амуніції.
- Біографія персонажа, її ключові точки і зв'язку з іншими персонажами в грі (як явні «Він твій брат, ти його ненавидиш», так і непрямі «У тебе є близнюк, але ви не бачилися з народження, ти його давно розшукуєш»).
- Список літературних джерел, в яких цей персонаж детально описаний (найчастіше додається до ключових ролей).
- ТТХ персонажа

## Термінологія
У рольовій культурі існує своя власна термінологія (сленг) для опису характерних предметів, місць, процесів і т. д.
- Поігрівка, по грі — все, що відбувається в рамках гри.
- Пожиттівка, по життю — дії або розмови, що здійснюються поза ігрового світу, в реальності.
- Кабінетка — кабінетна рольова гра.
- Камерка, камералка — камерна рольова гра.
- Полігонка — полігонна рольова гра.
- Квента — опис персонажа, де вказуються його ім'я, стать, вік, походження, рід занять, біографія, здібності, інвентар.
- Боївка — бойова взаємодія.
- Нештурмівка — умовно модельована стіна.
- Кулуарка — кинджал, який легко ховати, також ігрове позначення перерізання горла.
- Копирсальник, швайка — клинок.
- Мертв'як, мертв'ятнік — місце для померлих героїв.
- Мастерятнік, мастерятня — майстерський табір.
- Кастовання — створення заклинання.
- Хіл, хілити — лікування за допомогою магії або зілля.
- Хіт — кількість одиниць життя персонажа. Частини тіла, за якими дозволено нанесення ударів, називаються хітової зоною.
- Тисячник — полігонна рольова гра, число учасників якої перевищує тисячу осіб.
- Менестрельнік — виступ двох і більше менестрелів для публіки. Може проходити як в рамках рольової гри, так і поза ними, наприклад, на рольовому конвенті, фестивалі або як самостійний захід.
- Дивний — слово, що позначає ролевика, що перестав розділяти ігрову реальність і справжній мир.

## Класифікація

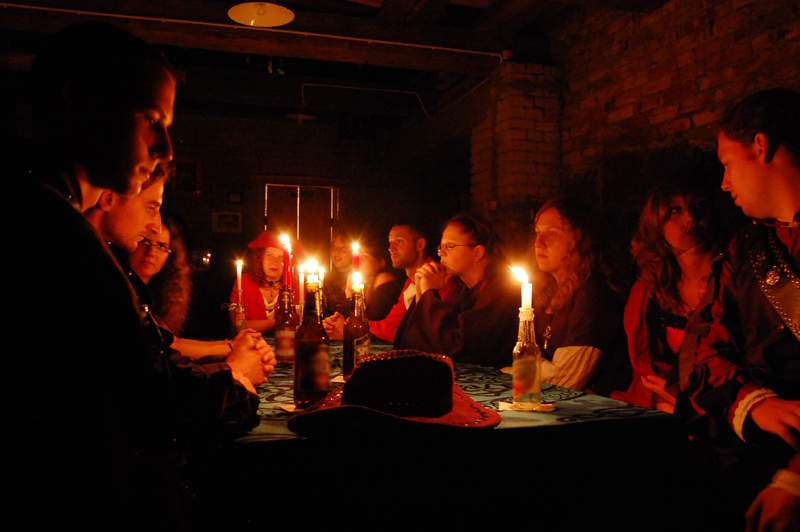
Кабінетна рольова гра

Введення та класифікація РГЖД досить суперечливе поняття. Принаймні слід розрізнювати декілька різновидів тлумачень та семантики класифікації. Наслідування жанрів, літератури, кіно та ігрової індустрії досить широко використовуються на різних рівнях сприйняття та з різною метою.
- Академічна. Як така що продукується в наукових колах та конференціях де вивчається РГЖД як соціальний процес. Особливості Академічної класифікації це ієрархічність та жорсткі терміни котрі мають чітко детермінувати стан та відмінності об'єкту.Відрізняється дуже широкую номенклатуру та досі не має сталої системи.
- Дослідницька. Це стан класифікації коли їде аналіз, зрощування та приємність термінів на рівні терміналізації та доцільності використання.Загалом використовується на спеціалізованих зборах (конвентах) де кожен автор має за мету затвердити саме свою тлумачення характеристик події. Цей рівень відтворює дуже багато синонімів різницю між якими може зрозуміти хіба що академічно ґрунтовна трактування.
- Практична.Використовується організаторами РГЖД для заявки на етапі утворення та взаємодії з майбутніми гравцями. Загалом може не мати якогось терміна, а може складатися з комбінації термінів що відражають загальні установи (Pre Set) події. Загалом може змінюватися під час процесу Дизайну (Game Disign) під час узгодження бачення події між гравцями та організаторами. Може використовувати будь-які терміни, але більш наближенні до сприйняття гравцями.
- Популярна. Це майже персональне тлумачення класифікації події самими гравцями та освітлювачами події не знайомих зі явищем взагалі. Відбиває суцільно персональне сприйняття яке може варіюватися від позиції висвітлювача та ступені участі в події. Дуже активно використовується в тематичних дискусіях через інтернет медіа та в приватному спілкуванні.

Тож наведена нижще классіфіація дає первісне уявлення про практично популяну классіфікацію.

### Кабінетна рольова гра
Кабінетні рольові ігри («кабінеткі») дуже нагадують настільні, проте між ними є істотна відмінність. У «кабінетці» гравець є персонажем і дія відбувається тут і зараз, а в «настільній» гравець залишається гравцем, а дія відбувається в іншому світі. Як правило, такі ігри проводяться при невеликому числі гравців (від трьох до п'ятнадцяти, в середньому в межах десяти). Часто гра проходить як діалог за загальним столом, іноді гравці можуть вільно пересуватися по приміщенню, але воно, як правило, невелике, інакше це вже буде камерна гра. В кабінетних іграх особисте спілкування мінімізовано, і група як правило обговорює все разом.

### Камерна рольова гра
Камерні рольові ігри (також камеральні рольові ігри, «камерка», «камералка», «зальник», «павільонка») проводяться у приміщенні, і місце дії обмежено його рамками. Багато в чому вони схожі на полігонні, але менші за масштабами (як за часом проведення, так і за простором). Число учасників такої гри коливається від декількох десятків до декількох сотень, але частіше за все в межах півсотні. Як правило, гра проходить протягом одного дня і ночівля гравців не передбачається. На павільйонних іграх можуть бути реалізовані практично будь-які жанри, оскільки, на відміну від польових ігор, вимоги до матеріального забезпечення є набагато нижчими. Часто це досягається за допомогою словесної гри. Так, один майстер може відігравати все технічні можливості світу. Для павільйонних ігор характерна висока концентрація дій (напруженість), що пов'язано зі стислими термінами гри.
Для «камерок» характерні наступні особливості:
- Майстром продумані всі ключові ролі, однак гравці можуть заявляти і свої;
- Кожен персонаж має мети і завдання, визначені його роллю;
- Кожен персонаж може повністю або частково виконати свої цілі;
- Жоден персонаж не може виконати свої цілі автоматично;
- Час для виконання цілей обмежений;
- Через те, шо напруженість гри зазвичай висока, а гравців небагато, смерть єдиного персонажа може мати серйозні наслідки;
- Іноді для обмеження часу і спонукання учасників до активних дій майстрами вводяться події, на які гравці можуть вплинути, тільки швидко розвиваючи ситуацію (наполегливе виламування дубових дверей обуреним народом, наростання інтенсивності смертельного ка-гамма-випромінювання і т. д.)

### Полігонна рольова гра

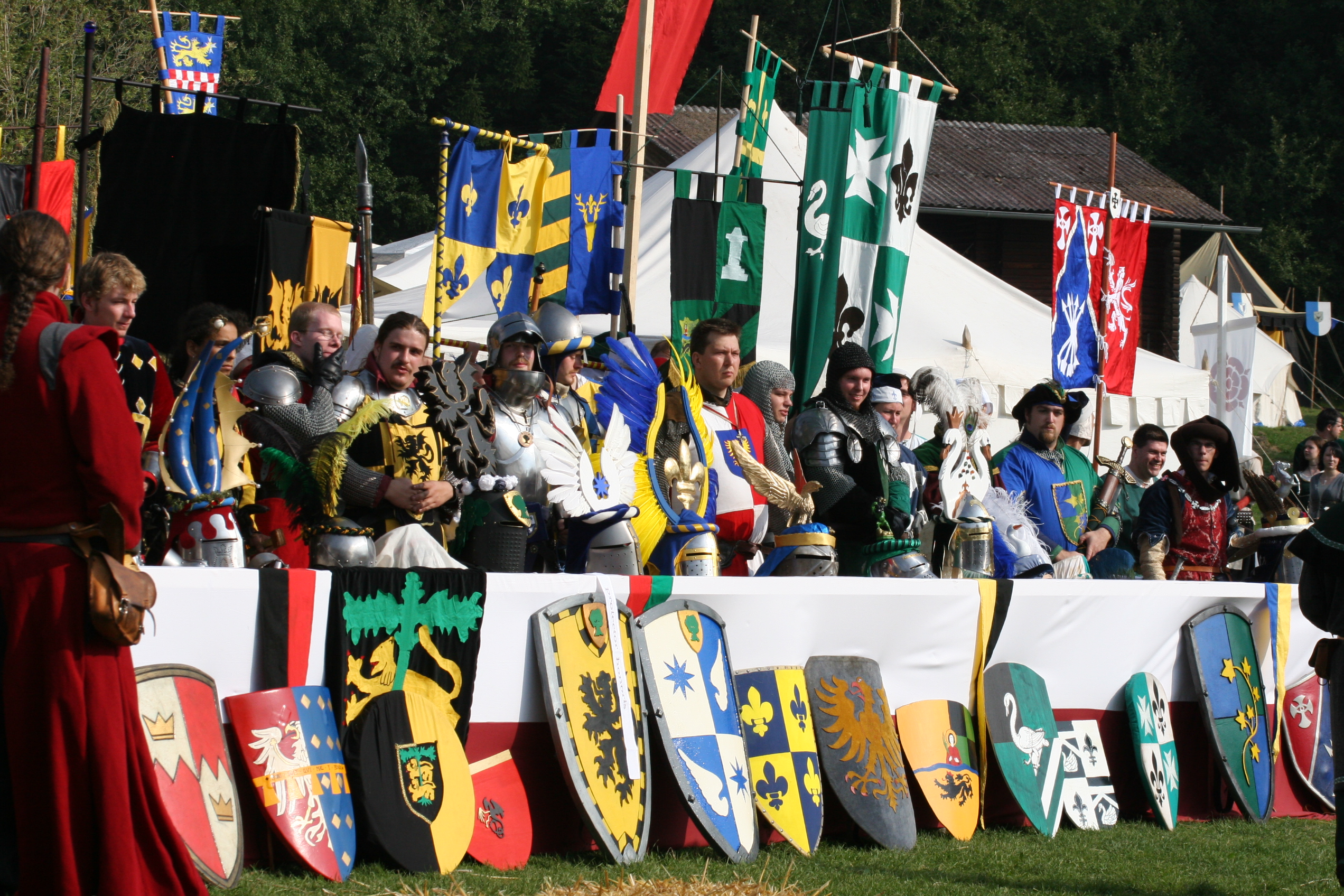
Учасники сучасного лицарського турніру.

Полігонні рольові ігри («полігонкі», ПРИ, польові рольові ігри, «полівки») проводяться на місцевості, зазвичай на спеціально відведеному, а часом і обладнаному місці — полігоні. Вони найбільш масштабні за кількістю гравців і займаним простором. Як правило, ці ігри вимагають певного антуражу — автентичні костюми персонажів, зброю, предмети інтер'єру та побуту, артефакти, локації, фортеці. Тривалість ігор може бути найрізноманітніша — від декількох днів до тижня. Чисельність учасників коливається від декількох десятків на невеликих «одноденках» до кількох тисяч на великих проектах «тисячниках» . В середньому гри збирають 100 до 300 учасників. Тематика гри може бути взята з історії, художньої літератури, фільму або комп'ютерної гри, або бути авторською. Позаяк на полігонках часто необхідно будувати фортеці, займатися приготуванням їжі і заготівлею дрів, а також організовано боротися, то часто на польові гри їздять не поодинці, а командами.

### Гра-бал
В рамках рольової спільноти часто проводяться тематичні бали, які можуть бути як історичними, так і на тему вигаданих світів. Основна відмінність ігор-балів від звичайних балів полягає в тому, що на них учасник відіграє певну роль і, отже, є сюжетна складова. Як правило, світському спілкуванню, інтригам і таємним переговорам завжди приділено особливе місце.
Суть балу — поєднання старовинних танців (вальс, полонез, менует, кадриль, бранль, кастарват, алеманда, полька, павана і інші) і передачі атмосфери епохи, характерної для рольової гри. Роль, поведінка і костюм повинні строго відповідати тематиці даного балу. На балах пред'являються найсуворіші вимоги до костюмів, а також до вміння танцювати. Більшість учасників займаються в студіях історичного танцю. Зрозуміло, крім танців під час балу відбуваються і інші заходи: ігри, виступи акторів, менестрелів, театральні постановки.

### Страйкбольна рольова гра
Страйкбольна рольова гра являє собою поєднання полігонній рольової гри і страйкболу. Її відмінність від звичайної «полігонкі» полягає лише в тому, що використовуються страйкбольна зброя і правила. Один з найбільш популярних всесвітів для проведення подібних ігор — STALKER.

## LARP в інших країнах
В англійській мові відомий акронім LARP, а в інших країнах рольові ігри називаються:
- Швеція: Lajv
- Норвегія: Laiv
- Данія: Live
- Франція: GN